# Aisha Musa el-Said
Aisha Musa el-Said (también Asha, Ayesha, Mousa, Elsaid, El Said, Saeed, en árabe: عائشة موسى السعيد‎    ) es una traductora y activista por los derechos de las mujeres de Sudán. Del 21 de agosto de 2019 hasta mayo de 2021 fue miembro del Consejo Soberano de Sudán, creado para gobernar Sudán durante un periodo de 39 meses. El 20 de mayo de 2021 anunció su dimisión denunciando que los miembros civiles del consejo habían sido marginados.
Musa era una de las seis personas civiles que ocuparon un puesto en el consejo, formado por 11 miembros. Los cinco restantes están ocupados por miembros designados por el ejército sudanés. Junto con Raja Nicola, también miembro del Consejo Soberano, era una de las dos primeras mujeres en la historia moderna de Sudán en ocupar el cargo de jefa de Estado. Musa es conocida como activista por los derechos de las mujeres y por defender una educación mejor, más justa y más descentralizada, y por la aplicación práctica de los conocimientos adquiridos en Sudán.

## Biografía
Musa tiene una maestría de la Universidad de Mánchester.  En 1965, estudió y obtuvo un diploma TEFL de dos años en la Universidad de Leeds en Inglaterra. Durante su visita, realizó una investigación relacionada con sus estudios de doctorado y ocupó el cargo de Secretaria de la Sociedad de Estudiantes Sudaneses.

### Trayectoria académica
Musa ha sido miembro de los Fideicomisarios del comité de Premios Internacionales al-Tayeb Salih.  En enero de 2018, fue Presidenta del Premio Ghada para el Comité de Jóvenes Escritores.  
En enero de 2018 fue profesora en dos universidades sauditas.

### Activismo
Es conocida como activista en el movimiento de derechos de las mujeres en Sudán desde hace varias décadas.

## Consejo Soberano
Musa fue nominada por la Alianza de las Fuerzas de Libertad y Cambio (FFC) como una de los representantes civiles del Consejo Soberano, la jefatura de estado de Sudán durante un período de transición de 39 meses a partir de agosto de 2019 siendo junto a la jurista cristiana Raja Nicola una de las dos mujeres elegidas en este organismo. El 20 de mayo de 2021 anunció su dimisión presentada el 12 de mayo tras la muerte de dos personas que participaron en una marcha este mes dispersada a la fuerza frente al cuartel general de las fuerzas armadas en Jartum.  La fiscalía estaba interrogando a un centenar de soldados por la violenta represión. Musa denunció la marginación de los 14 civiles que integran el Consejo Soberano.

## Puntos de vista
En 2018, Musa argumentó que el "caso socialmente único" de la identidad y etnia árabe-africana mixtas de Sudán había sido mal administrado desde que Sudán se convirtió en un estado independiente, declarando: "Esta comprensión y construcción estables de una identidad sudanesa fue destrozada por las dudas y los errores creados por diferentes gobiernos desde la independencia ". Ella declaró que los gobiernos de Sudán habían sido "los verdaderos herederos de las políticas coloniales" y no habían logrado alentar la educación. Dijo que los gobiernos habían centralizado la "administración y el conocimiento, y la distribución injusta de las herramientas y los medios para una mejor" producción "atrofiada de la vida, incluso de las necesidades vitales de las personas en áreas distantes del vasto país y las personas exodificadas a Jartum para adquirir cosas ya hechas ".
Se ha posicionado en contra del conocimiento puramente teórico, afirmando: "El conocimiento, sin trabajo de campo y atmósfera para aplicación práctica, sigue siendo una filosofía para las contemplaciones teóricas. . . . Se abusa de las tecnologías disponibles y los productos finales disponibles. Porque la producción de conocimiento y la inversión de productos son complementarios; de lo contrario, terminamos comerciando con antigüedades ".
Sobre su especialización, la traducción, considera que es un arte independiente y un campo de lingüística aplicada, y que los traductores son "creativos y expertos en retórica, el arte de clonar, parafrasear, transcribir". Ella favorece la buena coordinación entre un traductor y escritor, y la fidelidad del traductor a la calidad original del texto.